# Letteratura anti-Tom

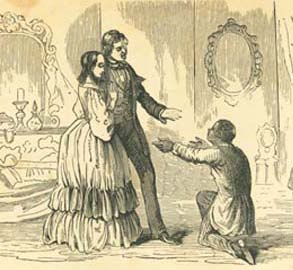
Illustrazione realizzata per il romanzo The Planter's Northern Bride (1854) di Caroline Lee Hentz, uno dei più celebri esempi di letteratura anti-Tom.

La letteratura anti-Tom è un filone di romanzi e altre opere letterarie scritti nel XIX secolo come reazione alla pubblicazione di La capanna dello zio Tom di Harriet Beecher Stowe. Chiamati anche letteratura delle piantagioni, questi scritti furono generalmente opera di scrittori del sud degli Stati Uniti e cercavano di mostrare che la schiavitù aveva anche degli aspetti favorevoli per gli afroamericani, oppure che i mali causati dalla schiavitù stessa descritti nel romanzo della Stowe erano largamente esagerati e riportati in maniera scorretta.

## Storia
Pubblicato originariamente a puntate tra il 1851 e il 1852 sul giornale abolizionista National Era, e come romanzo completo nel 1852, La capanna dello zio Tom diventò rapidamente il romanzo di maggior successo del XIX secolo, e il secondo libro a vendere di più dopo la Bibbia. Il romanzo, che sosteneva le tesi abolizioniste, si concentrava sui mali della schiavitù ed era stato ispirato dall'entrata in vigore del Fugitive Slave Act di due anni prima, che prevedeva punizioni per chi avesse aiutato gli schiavi fuggitivi. Il libro suscitò molte discussioni e alimentò il dibattito sulla schiavitù nel paese. Quando Abraham Lincoln, dopo l'inizio della guerra di secessione, incontrò la Stowe le disse: "Così lei è la piccola signora il cui libro ha fatto scoppiare questa grande guerra".

### Reazioni
Negli stati del Sud il romanzo della Stowe fu accolto come un'offesa. Per contrastarlo gli scrittori del sud scrissero vari libri in favore della schiavitù, la maggior parte dei quali erano romanzi. Solo nel 1852 furono pubblicati 8 romanzi anti-Tom. Questi romanzi tendevano ad avere come protagonisti un padrone bianco, benevolo capofamiglia, e la sua casta moglie che gestivano gli schiavi come fossero bambini in una piantagione simile ad una piacevole famiglia allargata. I romanzi suggerivano, o lo affermavano chiaramente, che gli afroamericani non erano in grado di vivere le loro vite senza la guida dei bianchi.
Al giorno d'oggi quei libri e romanzi sono generalmente considerati come mera propaganda a favore della schiavitù. Nessuno di essi ha avuto una qualche influenza sulla letteratura di epoche successive. Il filone anti-Tom finì per esaurirsi con l'inizio della guerra di secessione. I due romanzi anti-Tom più famosi sono The Sword and the Distaff di William Gilmore Simms e and The Planter's Northern Bride di Caroline Lee Hentz.
The Sword and the Distaff di Simms fu pubblicato solo pochi mesi dopo il romanzo della Stowe e contiene varie parti in cui in tutta evidenza si discute della capanna dello zio Tom e delle sue tesi sulla schiavitù. Il romanzo si concentra sulla guerra di indipendenza e sulle sue conseguenze, seguendo le vite di Capitan Porgy e di uno dei suoi schiavi. Il romanzo di Simms ottenne una popolarità sufficiente per garantirsi una ristampa nel 1854, questa volta con il titolo di Woodcraft.
The Planter's Northern Bride di Caroline Lee Hentz fu pubblicato due anni dopo La capanna dello zio Tom. Contiene la difesa della schiavitù presentata dal punto di vista di una donna del nord - nientemeno che la figlia di un abolizionista - che sposa un proprietario di schiavi del sud. Come gli altri libri del filone, il romanzo della Hentz tenta di mostrare che i neri non possiedono le capacità necessarie per organizzarsi a dovere senza la supervisione dei bianchi. Parla anche del timore che si verificasse una rivolta degli schiavi, specialmente se gli abolizionisti non avessero smesso di sollevare il problema.
I libri di Simms e della Hentz furono solo due di venti o trenta romanzi in favore della schiavitù scritti nel decennio successivo a La capanna dello zio Tom. Tra gli altri autori che si dedicarono a questo genere si ricorda John Pendleton Kennedy. Uno di quelli di maggior successo fu La capanna della zia Phillis di Mary Henderson Eastman che, pubblicato nel 1852, vendette tra le 20.000 e le 30.000 copie. In una postilla del libro la Eastman afferma orgogliosamente di essere discendente di una delle Prime famiglie della Virginia.
A contrastare questo tipo di narrativa in sostegno della schiavitù furono i romanzi e racconti di schiavitù scritti da vari ex schiavi come Harriet Jacobs e Frederick Douglass, che ritrassero una vita di piantagione molto più sgradevole. Alla fine furono circa seicento gli ex schiavi dal Nordamerica e dai Caraibi che scrissero la storia della propria vita e più di 150 di queste furono pubblicate come libro o opuscolo. La narrativa della schiavitù finì per essere riconosciuta a buon diritto come un importante genere letterario e rappresentò l'inizio della letteratura afroamericana.

## Elenco di romanzi "anti-Tom"
- The Sword and the Distaff di William Gilmore Simms
- Uncle Tom's Cabin Contrasted with Buckingham Hall, the Planter's Home di Robert Criswell
- Aunt Phillis's Cabin: or, Southern Life As It Is di Mary Henderson Eastman
- Frank Freeman's Barber Shop del Reverendo Baynard R. Hall
- Uncle Robin in His Cabin in Virginia, and Tom without One in Boston di J. W. Page
- The Planter's Northern Bride di Caroline Lee Hentz
- The Lofty and the Lowly, or Good in All and None All Good di M. J. McIntosh
- Uncle Tom's Cabin As It Is (Furono pubblicati due romanzi con questo titolo, uno di W.L. Smith e l'altro di C.H. Wiley)
- English Serfdom and American Slavery; or, Ourselves as Others See Us di Lucien Chase